# Les Artigues-de-Lussac
Les Artigues-de-Lussac  egy francia település Gironde megyében az Aquitania régióban. Lakosainak száma 1120 fő (2022. január 1.).

## Adminisztráció
Polgármesterek:
- 2001–2020 Jean-Pierre Quet

## Demográfia
| Lakosok száma | 609  | 893  | 895  | 1013 | 1085 | 1095 | 1108 | 1110 | 1111 | 1120 |
|               | 1968 | 1982 | 1990 | 2006 | 2013 | 2015 | 2017 | 2019 | 2020 | 2022 |